# Aleksandër Meksi
Aleksandër Meksi (Tirana, 8 marzo 1939) è un politico e restauratore albanese.
È stato dal 1992 al 1997 Primo ministro dell'Albania.

## Biografia
La sua carriera politica iniziò nel dicembre 1990 come co-fondatore e redattore, dello Statuto del Partito Democratico e membro della sua Commissione di iniziativa. Da allora, fino al 1997, è stato membro della presidenza di PD, nonché ex membro ufficiale del Consiglio Nazionale (tranne tra il 1997 e il 2001). Fin dalle prime elezioni pluralistiche, è stato eletto deputato al parlamento albanese (1991-2001). Dopo la vittoria del Partito Democratico alle elezioni del 1992, il 13 aprile è stato eletto primo ministro del governo democratico, carica che ha ricoperto fino al 13 marzo 1997 (dopo le dimissioni del 1 marzo). Il suo governo ha intrapreso la riforma dello Stato albanese, da un paese comunista a una democrazia liberale. Dal 2001 ha adottato un approccio critico nei confronti dei leader del Partito Democratico per la mancanza di democrazia interna e per ciò che egli percepi come una cattiva gestione negli anni 2005-2013; continua ad essere attivo nella vita politica del paese con scritti politici, interviste e interviste sui media.